# Nauroth
Nauroth ist eine Ortsgemeinde im Landkreis Altenkirchen (Westerwald) in Rheinland-Pfalz. Sie gehört der Verbandsgemeinde Betzdorf-Gebhardshain an.

## Geographische Lage
Die Ortsgemeinde liegt in unmittelbarer Nachbarschaft zu Mörlen, das sich bereits im Westerwaldkreis befindet. Weitere Nachbargemeinden sind Rosenheim im Nordwesten, Elkenroth im Norden und Luckenbach im Westen. Südlich des Ortes erhebt sich das Nauberggelände und der Naurother Wald, an der Grenze zur Gemeinde Nister. Im nördlichen Ortsgebiet entspringt der Rosbach.

## Geschichte
Der Ortsname Nauroth wurde erstmals im Jahre 1222 in der Stiftungsurkunde des Klosters Marienstatt urkundlich erwähnt, in der ein „Henricus de Nuenrode“ als Zeuge auftrat.
Am 10. Januar 1913 erhielt Nauroth einen Bahnanschluss von Scheuerfeld kommend, der später über einen anderen Zweig Richtung Emmerzhausen und zum Flugplatz Lippe verlängert wurde. Die Bahnstrecke Scheuerfeld–Emmerzhausen diente vornehmlich dem Güterverkehr, und der 1931 über Luckenbach umtrassierte Abschnitt bis Nauroth wurde 1970 hinter Rosenheim stillgelegt und dann abgebaut.
Bevölkerungsentwicklung
Die Entwicklung der Einwohnerzahl von Nauroth, die Werte von 1871 bis 1987 beruhen auf Volkszählungen:
| Jahr | Einwohner |
| ---- | --------- |
| 1815 | 281       |
| 1835 | 318       |
| 1871 | 343       |
| 1905 | 451       |
| 1939 | 588       |
| 1950 | 644       |
| 1961 | 716       |

| Jahr | Einwohner |
| ---- | --------- |
| 1970 | 857       |
| 1987 | 995       |
| 1997 | 1.203     |
| 2005 | 1.172     |
| 2011 | 1.106     |
| 2017 | 1.123     |
| 2023 | 1.253     |

## Politik

### Gemeinderat
Der Gemeinderat in Nauroth besteht aus 16 Ratsmitgliedern, die bei der Kommunalwahl am 9. Juni 2024 in einer Mehrheitswahl gewählt wurden, und dem ehrenamtlichen Ortsbürgermeister als Vorsitzendem.

### Bürgermeister
Julian Schwan wurde am 13. September 2024 Ortsbürgermeister von Nauroth. Bei der Direktwahl am 9. Juni 2024 hatte er sich mit 56,5 % der Stimmen gegen einen Mitbewerber durchgesetzt.
Schwans Vorgängerin Gabriele Heidrich hatte das Amt 2014 von Wolfgang Klees übernommen und kandidierte bei der Wahl 2024 nicht erneut.

## Verkehr
Nauroth hatte einen Haltepunkt an der Westerwaldbahn, der Personenverkehr wurde jedoch eingestellt.
Heute ist der Ort durch Regionalbuslinien an den Nahverkehr angeschlossen, welche durch den Verkehrsverbund Rhein-Mosel organisiert werden.

## Persönlichkeiten
- Eberhard Hoffmann (1878–1940), Zisterzienserabt von Marienstatt
- Linus Hofmann (1911–1990), Theologe und Generalvikar